# Castello-Molina di Fiemme
Castello-Molina di Fiemme là một đô thị tại tỉnh Trento trong vùng Trentino-Alto Adige/Südtirol, có vị trí khoảng 35 km về phía đông bắc của Trento. Tại thời điểm ngày 31 tháng 12 năm 2004, đô thị này có dân số 2.172 người và diện tích là 54,5 km².
Castello-Molina di Fiemme giáp các đô thị: Carano, Cavalese, Altrei-Anterivo, Valfloriana, Pieve Tesino và Telve.